# Tuen Station
Tuen Station (Tuen stasjon eller Tuen holdeplass) er en jernbanestation, der ligger i byområdet Fetsund i Fet kommune på Kongsvingerbanen i Norge. Stationen, der er oprettet i 1932, består af et spor og en perron af træ med et rødmalet læskur, der ligeledes er af træ.
Stationen betjenes af lokaltog mellem Asker og Kongsvinger. I forbindelse med indførelsen af en ny køreplan for togene i Østlandet i december 2012 blev betjeningen reduceret, så togene kun stopper ved stationen i myldretiden.